# Acanthoderus spinosus
Acanthoderus spinosus is een wandelende tak uit de familie Phasmatidae. De wetenschappelijke naam van deze soort is voor het eerst voorgesteld als Phasma (Bacteria) spinosum door George Robert Gray in een publicatie uit 1834.
De soort komt alleen in West-Australië voor.